# Мануель Бенсон
Мануель Бенсон Еділасіо (нід. Manuel Benson Hedilazio, нар. 28 березня 1997, Локерен, Бельгія) — бельгійський футболіст ангольського походження, вінгер англійського клубу «Бернлі».

## Ігрова кар'єра

### Клубна
Мануель Бенсон народився в Локерені, а грати у футбол на дорослому рівні почав у клубі «Льєрс». Його перша гра в основі команди відбулася у квітні 2014 року. За результатами сезону 2014/15 «Льєрс» вилетів до Другого дивізіону і багато гравців полишило команду. Та Бенсон був серед тих, хто залишився в команді і став одним з гравців основи.
Влітку 2017 року Бенсон перейшов до «Генка» але так і не зумів там стати повноцінним гравцем основного складу і більшу частину часу провів в оренді у клубі «Мускрон».
Перед сезоном 2019/20 Бенсон підписав контракт з клубом «Антверпен», з яким сміг повноцінно дебютувати у матчах єврокубків. Другу половину сезону 2020/21 футболіст також провів в оренді - у нідерландському «Зволле». А влітку 2022 року Бенсон відправився до Англії, де приєднався до клубу Чемпіоншипа «Бернлі», з яким підписав контракт на чотири роки.

### Збірна
Мануель Бенсон провів дві гри у складі молодіжної збірної Бельгії.

## Титули
Генк
 Переможець Суперкубка Бельгії: 2019
Антверпен
 Переможець Кубка Бельгії: 2019/20